# Polismordet i Göteborg 1907
Polismordet i Göteborg 1907 skedde en natt i september 1907 då poliskonstapel Nils Anton Lindén, 21, knivdödades utanför en mjölkbutik på Viktoriagatan i Göteborg, efter att han ertappat två personer som gjorde inbrott i butiken. Lindén blev knivhuggen i ljumsken och avled av förblödning. De båda förövarna, Josef Pettersson och Charles Wilhelm Andersson, greps snabbt. Pettersson dömdes till tio års straffarbete för dråp och stöld. Vidare skulle han betala 600 kr årligen till Lindéns dotter tills att hon fyllt 15 år. Andersson dömdes till fem års straffarbete för stöld och våld mot tjänsteman.
Händelsen resulterade i ett skillingtryck:
| ”                      | Nu får jag fatta pennan och skriva om en sorg, som nyligen oss grep litet var i Göteborg Hur skall gå med oss och vår kära fosterjord? Här går ej många dagar förrän på nytt ett mord. Besinna dig nissdådare, blott en minuts givakt polisen postar troget i ur och skur på vakt. Du överfaller honom du slår din bror ihjäl. Var människa och ångra, och sök dett eget väl. Ja, vore ej polisen, som är vid styret van, så våga ingen människa att vara uti stan han får båd sent och tida i köld och väta gno, så du får sova trygger uti ditt lugna bo. Polisen håller ordning, han hindrar strid och kiv; ibland blir hans belöning, att plikta med sitt liv. Jag undrar vad till slutet konstaplar skola ta's som vilja löpa risken att mördas på sitt pass. I tjänst Lindén var trogen till sista ögonblick; direkt ur heta striden åt evigheten gick. Gud nådigt honom hjälper att bärgad blir hans själ. Nu ska vi sluta sången och bju' ett ömt farväl. | „ |
| – Rehnberg (red), 1953 | |   |